# Skolfront
Skolfront var ett direktsänt debatt- och reportageprogram om den svenska skolan. Programmet sändes 2007–2011 i SVT. Programledare var Natanael Derwinger. Programmet producerades av UR.